# Twig Rock
Der Twig Rock (von englisch twig ‚Zweig, Ästchen‘) ist ein mehr als 90 m hoher Klippenfelsen in der Marguerite Bay vor der Fallières-Küste des Grahamlands auf der Antarktischen Halbinsel. In der Gruppe der Terra Firma Islands ragt er zwischen Alamode Island und Hayrick Island auf.
Erste Vermessungen der Inselgruppe nahmen Teilnehmer der British Graham Land Expedition (1934–1937) unter der Leitung des australischen Polarforschers John Rymill vor. Der Felsen wurde dann 1948 durch den Falkland Islands Dependencies Survey vermessen. Benannt ist er nach den verzweigten Dykes an seiner Nordseite.